# Hans Birger Hammar den yngre
Hans Birger Hammar, född 14 juli 1862 i Mjällby församling i Blekinge län, död 26 oktober 1949 i Ängelholms församling i dåvarande Kristianstads län, var en svensk präst. Han var son till Hans Birger Hammar den äldre, bror till August Theodor Hammar och farfar till Hans Hammar.
Hammar blev teologie kandidat vid Lunds universitet 1883, kyrkoherde i Munka-Ljungby och Ängelholm 1892, kontraktsprost 1904 samt teologie hedersdoktor vid Uppsala universitet 1927. Hammar, som företrädde en ortodox och strängt bibeltrogen lutherdom, verkade även inom Evangeliska fosterlandsstiftelsen och redigerade 1886–1893 dess tidning, Budbäraren. Hammar har bland annat utgett en minnesteckning över Gottfrid Billing (1926) samt flera smärre skrifter i serien Skrifter utgivna av Nordisk bibelförenings svenska avdelning.
Första gången gifte han sig 1887 med Gabriella Hedman (1865–1890), dotter till grosshandlaren Gabriel Hedman och Sophie Henriette Ruhe. De fick döttrarna Ella (1888–1894) och Maria (1889–1890).
Andra gången gifte han sig 1892 med Maria Magnét (1868–1942), dotter till protokollssekreteraren Carl Adolf Magnét och Beata Charlotta Hammarskjöld. De fick barnen Hans Birger Hammar (1894–1960), Martin Hammar (1896–1984), Maj Gejrot (1897–1989; gift med Claes Gejrot), Frideborg Briem (1898–1987; gift med Efraim Briem), Eva Lundh (1899–1983; byrådirektör i Skolöverstyrelsen, gift med Emanuel Lundh), Agnes Hammar (1901–1957), lärare, Monika Hammar (född och död 1903), Sofia Hammar (född och död 1905) och Hedvig Norrby (1907–2003), gift med läkaren Gunnar Norrby.
Han är begravd i en familjegrav på Ängelholms kyrkogård i Skåne.